# ييمي اجابادي
ييمي اجابادي (بالإنجليزية: Yemi Ajibade)‏ هو كاتب مسرحي وممثل نيجيريا وبريطاني، ولد في 28 يوليو 1929 في نيجيريا، وتوفي في 24 يناير 2013 بلندن في المملكة المتحدة.

## وصلات خارجية
- ييمي اجابادي على موقع IMDb (الإنجليزية)
- ييمي اجابادي على موقع قاعدة بيانات الأفلام العربية
- ييمي اجابادي على موقع ألو سيني (الفرنسية)
- ييمي اجابادي على موقع أول موفي (الإنجليزية)
- ييمي اجابادي على موقع قاعدة بيانات الأفلام السويدية (السويدية)
- ييمي اجابادي على موقع كينوبويسك (الروسية)